# Leonardo De Lorenzo

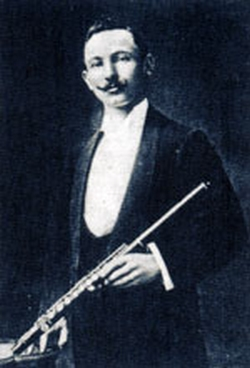
Leonardo De Lorenzo

Leonardo De Lorenzo (* 29. August 1875 in Viggiano (Potenza); † 29. Juli 1962 in Santa Barbara) war ein in die USA ausgewanderter italienischer Flötist, Komponist und Hochschullehrer.

## Leben
De Lorenzo begann im Alter von acht Jahren mit dem Flötenspiel. Als Sechzehnjähriger galt er bereits als professioneller Flötist und beschloss, in die USA auszuwandern. Dort schlug er sich eine Zeit lang als Flötist an einem Hotel in Kentucky durch und kehrte dann nach Italien zurück, wo er im Militär diente und in einer Militärkapelle in Alessandria spielte.
Danach reiste er zunächst durch Europa, dann nach Südafrika, wo er 1903 eine Stelle als Flötist in einem Sinfonieorchester in Kapstadt erhielt. 1907 kehrte er nach Italien zurück, um einen offiziellen Studienabschluss am Konservatorium Neapel zu absolvieren. 1909 reiste De Lorenzo erneut in die USA, wurde dort 1910 Erster Flötist der von Gustav Mahler geleiteten New York Philharmonic und vertrat Georges Barrère in der unter Walter Damroschs Dirigat stehenden New York Symphony Society.
Es folgten Stationen als Erster Flötist der Minneapolis Symphony (1914–19), der Los Angeles Symphony (1919–20), der Los Angeles Philharmonic (1920–23) und der Rochester Philharmonic (1923–35). In Rochester wirkte er zudem als Professor für Flöte an der Eastman School of Music. 1935 zog er sich von seinen Ämtern zurück und konzentrierte sich auf der Flöte gewidmete kompositorische und schriftstellerische Arbeiten.

## Werk
De Lorenzo komponierte über 300 Soli, Kammermusik, Etüden und Studienwerke für „sein“ Instrument. Seine schriftstellerischen Arbeiten umfassen neben zahlreichen Artikeln das 1951 erschienene (und mit späteren Addenda versehene) Buch My complete story of the flute.
Zu seinen bekanntesten Werken zählen:
- Appassionato, für Flöte, op. 5
- Saltarello, für Flöte, op. 27
- 9 grosse Künstler-Studien, für Flöte
- Non plus ultra, 18 Capriccios für Flöte, op. 34
- Pizzica-Pizzica, für Flöte, op. 37
- Idillio, für Flöte und Klavier, op. 67
- Sinfonietta (Divertimento Flautistico), für 5 Flöten, op. 75
- Trio Eccentrico, für Flöte, Klarinette und Fagott, op. 76